# Maurice Blondel
Maurice Blondel (* 2. November 1861 in Dijon; † 4. Juni 1949 in Aix-en-Provence) war ein französischer christlicher Philosoph.
Blondel entwickelte eine Philosophie der Aktion, mit der er den Gegensatz von Freiheit und Notwendigkeit überwinden wollte. Menschliche Aktivität und das Sein werden dabei als eine dynamisch-dialektische Einheit aufgefasst. Sein Denken umfasst eine (mögliche) Offenbarung Gottes in katholischer Tradition.

## Leben und Werk
Blondel besuchte das Lycée in Dijon und studierte an der Universität Dijon, wobei vor allem sein Studium bei Henri Joly zu Gottfried Wilhelm Leibniz für ihn wichtig blieb (Abschlüsse: „licence ès lettres“, „baccalauréat de droit“). Danach besuchte er ab 1881 die École normale supérieure in Paris, wo er bereits am 5. November 1882 erste Notizen über die „Action“ verfasste, die Urzelle seiner Dissertation.
Hier gehörten der „lebensphilosophisch“ ausgerichtete christliche Gelehrte Léon Ollé-Laprune (1839–1898) neben dem Philosophiehistoriker und Wissenschaftstheoretiker Émile Boutroux zu seinen Lehrern. Auch das Denken des „Kantianers“ 
Jules Lachelier (1832–1918) wurde für ihn wichtig. Von seinen Mitschülern ist sein Freund Victor Delbos zu nennen, dessen Dissertation Le problème moral dans la philosophie de Spinoza et dans l'histoire du Spinozisme in manchem ein Parallelwerk zu Blondels Arbeit darstellt. Blondel scheiterte zwei Mal, 1884 und 1885, an seiner Agrégation, bestand 1886 und unterrichtete an den Lycées in Chaumont, Montauban und Aix-en-Provence.
1893 promovierte er an der Sorbonne in Paris mit L'Action. Versuch einer Kritik des Lebens und einer Wissenschaft der Praxis, mit der er eine neue christliche Philosophie vorlegen wollte. 1896 übernahm er nach einem Lehrverbot Lehraufträge in Lille und Aix, wo er 1899 zum Titularprofessor ernannt, jedoch nie ordentlicher Professor wurde. 1927 wurde er wegen seiner Erblindung vorzeitig in den Ruhestand versetzt.
Blondel dachte in eigenständiger Weise die Philosophie der Neuzeit (René Descartes, Gottfried Wilhelm Leibniz, Nicolas Malebranche, Immanuel Kant, Georg Wilhelm Friedrich Hegel, Positivismus) weiter. Er schuf eine Philosophie, die vom „Immanenzprinzip“ dieser Denker ausging, das er mit der Annahme von Transzendenz und der Vorstellung einer geschichtlichen Offenbarung im Christentum zu verbinden suchte.

### L'Action (1893)
Blondels Promotionsthema an der Sorbonne wurde „l’action“, die Untersuchung der Handlung, des Tuns, des Lebensvollzugs. Ein Stichwort, das damals nicht im maßgeblichen philosophischen Lexikon von Adolphe Franck zu finden war. Dennoch lag das Thema dem metaphysisch-spiritualistisch ausgerichteten französischen Denken des 19. Jahrhunderts nicht fern. In dem Standardwerk „Rapport sur la philosophie française“ (1868) von Félix Ravaisson liest man als Prognose zur künftigen Philosophie: „Nach vielen Anzeichen darf man also wohl eine neue Epoche der Philosophie voraussagen, die ihr wesentliches Gepräge durch die Vorherrschaft eines geistigen Realismus oder Positivismus erhalten wird [réalisme ou positivisme spiritualiste], der seinen Ausgangspunkt in dem Bewußtsein des Geistes von einem in ihm selbst enthaltenen Wirklichen hat, aus dem sich alle andere Wirklichkeit ableitet, und das nichts anderes ist als sein Tätigsein [action]“, womit Ravaisson durchaus nicht auf einen solipsistischen Idealismus zielt, wie seine anschließende Bezugnahme auf Aristoteles zeigt („Aristoteles hatte gezeigt, dass das positive Prinzip der Wirklichkeit in der Tätigkeit [action] besteht …“).
Mit der Durchführung seines Themas schließt sich Blondel nicht der empirisch-positivistischen Richtung an, die damals eine der philosophischen Möglichkeiten in seinem Umfeld darstellte und auf die sich Henri Bergson stärker bezog, sondern stellte sich in die deutsche transzendentalphilosophisch-idealistische Tradition, wie der Untertitel der Arbeit zeigt: Essai d'une critique de la vie et d'une science de la pratique – Versuch einer Kritik des Lebens und einer Wissenschaft der Praxis. Damit bezieht Blondels sich sowohl auf Kants Kritiken der reinen und praktischen Vernunft sowie der Urteilskraft, die zu einer Kritik des Lebensvollzugs weitergeführt werden sollen, wie auf Hegels „Wissenschaft“ der Logik, die ebenfalls in eine Logik der Praxis überführt werden soll.
Die Vorbereitung von Blondels Hauptwerk „L’Action“ (1893) ist genau nachvollziehbar, da er die vorbereitenden Studien dokumentiert und die Redaktionsstufen aufbewahrt hat. Die Sammlung seiner „notes philosophiques“ ist in elektronischer Form ediert, die gleichzeitigen geistlichen Tagebücher – die ebenfalls wesentliches Reflexionsmaterial für die Arbeit enthalten – sind teilweise in Buchform erschienen. Das Material hat Blondel in großen „plans“ zusammengefasst und danach eine erste Ausarbeitung (Premier brouillon, 1888/90) geschrieben. Die nächste Fassung diktierte er einem jugendlichen „Sekretär“ (Dictée, 1890) und entwarf dann sein „Projet de thèse“ (1890/91), das er schließlich im „manuscrit Boutroux“ (1891/92) und der endgültigen Fassung (1893) ausarbeitete. Die Textfassungen sind insgesamt in den Archives Maurice Blondel (Louvain-la-Neuve) erhalten.
Die Arbeit selbst ist ein großer philosophischer Wurf. Unter den Bewunderern war Martin Heidegger, der das Werk in seiner Ausbildungszeit gelesen hatte und später einem Schüler Blondels (Henry Duméry) mitteilte, dass er diesen für den größten zeitgenössischen philosophischen Denker in Frankreich halte. Im Kontext des laizistischen Frankreich des ausgehenden 19. Jahrhunderts ist das Werk aber dennoch eine Ausnahme.
Dies wird auch aus Adolf Lassons „Jahresbericht über Erscheinungen der philosophischen Literatur in Frankreich aus den Jahren 1891–1893“ in der Zeitschrift für Philosophie und philosophische Kritik deutlich, die als zeitgenössische Zusammenfassung hier ausführlich zitiert werden soll:
„Um die Frage nach Sinn und Bedeutung des Menschenlebens zu beantworten, geht der Verfasser von der Tat als dem Grundphänomen des Lebens aus und zergliedert ihre Voraussetzungen und ihre Ziele. Er zeigt, dass um tätig zu sein man an einem unendlichen Vermögen teilhaben, und um das Bewußtsein der Tätigkeit zu haben, man die Idee dieses unendlichen Vermögens besitzen muß. In dem vernünftigen Handeln liegt die Synthese des Vermögens und der Idee des Unendlichen, und diese Synthese heißt Freiheit. Dem Satze: Im Anfang war die Tat, entspricht mit gleicher Ursprünglichkeit die Bejahung des Satzes: Im Anfang war das Wort. Dieses Reich der Wahrheit liegt gänzlich außer uns, (…) aber ebenso liegt es ganz in uns, weil wir alle seine gebieterischen Anforderungen in uns selbst vollziehen. Nichts von Tyrannei liegt in der Bestimmung des Menschen; nichts Ungewolltes in seinem Wesen; nichts in der wahrhaft objektiven Erkenntnis, was nicht aus der Tiefe des Gedanken entspränge. Das ist die Lösung des Problems, das die Tat aufgibt. Darin liegt die feste Knüpfung des Knotens, in dem exakte Wissenschaft, Metaphysik und Moral sich verschlingen. Aus der geringsten unserer Handlungen, aus der Unscheinbarkeit unter den Tatsachen braucht man nur herauszuholen, was darin liegt, um der unentrinnbaren Gegenwärtigkeit nicht einer bloßen abstrakten obersten Ursache, sondern des einzigen Urhebers und wahren Vollenders aller konkreten Realität gewiß zu werden. – Diesem Nachweis ist das Buch gewidmet. Dazu widerlegt der Verfasser zunächst alle positivistischen, naturalistischen, materialistischen Anschauungen als unverträglich mit der Tatsache der Tat; dazu zeigt er in Leib und Seele das Göttliche, Geistige, zeigt er den Zusammenhang der vernunftbegabten Geister unter einander, die ewigen idealen Grundlagen von Familie, Vaterland, Menschheit auf, geht er die niederen Formen der natürlichen Moral mit ihren endlichen Zwecken und Motiven als eine Stufenfolge sich immer weiter treibender Einseitigkeiten durch, legt er da, wie der Zusammenhang mit dem Unendlichen, dem Absoluten im dämmernden Bewußtsein sich in superstitiösen Gebräuchen und Formeln darstellt, bis der Geist sich selbst gewinnt und sein transzendentes Wesen ihm in hellem Bewußtsein aufgeht. Dann wird uns Gott gegenwärtig als das, was wir selbst nicht werden noch bloß mit unseren Kräften machen können, und doch scheinen wir Wesen, Willen und Tätigkeit nur zu haben, sofern wir ihn wollen und werden wie er ist. In der gewollten Tat vollzieht sich die geheime Ehe des menschlichen und des göttlichen Willens. Zum Leben der Vernunft und der Freiheit berufen sein, heißt an der notwendigen Freiheit Gottes teilhaben, der nicht anders kann als sich wollen. So können auch wir nicht anders als uns wollen. Nichts ist absolut gut, absolut gewollt, als was wir nicht aus uns wollen, was Gott in uns und von uns will, eine Unterwürfigkeit, die ebensosehr Unabhängigkeit ist. Wenn wir in diesem freien Wesensaustausch erkennen, dass Gott alles in uns tut, aber durch uns und mit uns, dann gibt er es uns, dass wir das alles getan haben. Wenn wir es entgegennehmen, dass er in uns wird, was er an sich ist, dann erlangen wir es, dass wir selbst sind, was er selbst ist. Was dem Gedanken unerreichbar bleibt, wird zur Wirklichkeit in tätiger Übung. Nur zwischen den Willen ist diese Einigung möglich. Nur der Tat ist es gewährt, die Liebe kund zu tun und Gott zu erringen. (…)
Wir haben es mit einer gründlichen, ernsten philosophischen Gedankenarbeit zu tun, mit einer oft bewunderungswürdigen Kunst der Analyse, die mehr dialektisch als psychologisch, mit echtem Tiefsinn den Kern der Sache trifft. Die Form ist für einen deutschen Leser nicht unmittelbar anmutend, vielfach rhetorisch, wohl auch gekünstelt; man wird an St. Augustinus und St. Bernhard erinnert. (…) Es werden wenig Namen genannt, und selten kommen Anführungen vor: aber überall zeigt sich eine umfassende Belesenheit und reiche Kenntnis des Lebens wie der Wissenschaft.(…) Immerhin ist es ein genial entworfener und ausgeführter Plan, wie dieser Gegner des Intellektualismus sich den gesamten idealen Gehalt des Weltalls aus der Zergliederung der menschlichen Tätigkeit gewinnt. (…) die Zergliederung der Tat wird mit den Hilfsmitteln des logischen Gedankens vollzogen. (…) Zum christlichen Dogma sich gläubig und frei zugleich zu verhalten; auf den Geist und doch auch auf den Buchstaben zu dringen; nach reiner, voraussetzungsloser Erkenntnis zu streben und kindlich zu glauben; im Drucke des Sündenbewußtseins den hohen göttlichen Adel der Seele, im tiefsten Gefühl des Erdenleides den Himmel und die Ewigkeit präsent zu haben; in scharf ausgeprägtem Antinomismus das sittliche Leben als gesetzesfreie Bewährung der Eigentümlichkeit und Hingebung an das Absolute zu fassen und zugleich im Tode der Eigenheit das Aufgehen des wahren Lebens zu begrüßen: das alles vermag der Verfasser nur, weil er es erlebt, nicht bloß mit ausgezeichneter Kraft des Gedankens erfasst hat. Das Theologische im engeren Sinne bleibt in dem ganzen Buche außer dem Spiele; selbst seine Christologie deutet der Verfasser nur gelegentlich an.“
M. Conway betont darüber hinaus die wichtige Rolle der wissenschaftstheoretischen Überlegungen Blondels. Albert Raffelt (1978) weist auf Blondels „moralistische“ Kritik an der zeitgenössischen Dekadenzliteratur (Maurice Barrès, Paul Bourget u. a.) hin. Über die Systemgestalt seiner Arbeit schreibt A. van Hooff. Ulrich Hommes (1972) zeigt Bondels Anschlussfähigkeit für moderne Phänomenologie, Georg Schwind (2000) seinen Einfluss auf das Denken von  Levinas. Auf Deutsch existiert inzwischen eine umfangreiche Literatur zu Blondel.

### Kritik von zwei Seiten
Lassons positiver Deutung in Deutschland stand in Frankreich eine doppelte kritische Front gegenüber. Zum einen sah die laizistische Universitätsphilosophie hier ihr Grundprinzip verletzt, wie es
Léon Brunschvicg in seiner Rezension in der Revue de métaphysique et de morale ausdrückte:

„Der moderne Rationalismus ist durch die Analyse des Denken dahin gelangt, den Begriff der Immanenz zur Grundlage und sogar zur Bedingung jeglicher philosophischen Lehre zu machen. Sich im Gegenteil dazu an das Tun (action) zu halten, um in jeder Tat (acte) eine unvermeidliche Transzendenz zu sehen; vom Nichts, ja der Verneinung des ethischen Problems auszugehen und zu allem hinzuführen, zur buchstäblichen Praxis des Katholizismus, […]; schließlich zu zeigen, dass dadurch das Gesamt der philosophischen Probleme in den Raum der Praxis transponiert und dank dieser Transposition gelöst ist, dies ist das Ziel Blondels. […] Man muß hinzufügen, indem man seine Aufrichtigkeit, die Breite seiner Konzeption und die dialektische Subtilität anerkennt, dass er unter den Verteidigern der Rechtes der Vernunft höfliche, aber entschlossene Gegner finden wird.“

Brunschvicg nahm das Werk jedenfalls als „thèse remarquable“ (bemerkenswerte Theorie) zur Kenntnis. Später – nach Blondels ausführlicher Verteidigung – sind beide freundschaftlich verbunden.
Die anderen Gegner waren Vertreter der Neuscholastik, die Blondel einen unberechtigten und unkundigen Übergriff in die katholische Theologie unterstellten.
Blondel suchte sich in seiner Arbeit Lettre sur les exigences de la pensée contemporaine en matière d'apologétique et sur la méthode de la philosophie dans l'étude du problème religieux (1896), die deutsch unter dem Titel Zur Methode der Religionsphilosophie (1974) veröffentlicht wurde, nach beiden Seiten hin zu rechtfertigen.
In der Folgezeit suchte Blondel sein philosophisches Denken auf verschiedene Weise zu verbreiten: Die Publikation einer Schrift im Rahmen des Internationalen Kongresses für Philosophie in Paris (Principe élémentaire d'une logique de la vie morale, dt. bei Reifenberg), systematische und historische Aufsätze wie Le christianisme de Descartes (1896), L'illusion idéaliste (1898), schließlich eine Reihe eher populärer Artikel (z. T. unter dem Pseudonym Bernard de Sailly), die auch Parallelen in der zeitgenössischen Philosophie des Pragmatismus nennen, von denen sich Blondel später abzusetzen suchte.

### Der Modernismusstreit
Der Auslöser des „Modernismusstreits“ ist die Auseinandersetzung um die Schrift des Exegeten Alfred Loisy L’Évangile et l’Église (1902, dt.: Evangelium und Kirche, 1904), die ihrerseits eine Widerlegung der Programmschrift Adolf von Harnacks Das Wesen des Christentums sein sollte, die zur Jahrhundertwende das Christentum im Protestantismus erfüllt sah und den Katholizismus als Abweg bezeichnete. Loisy suchte demgegenüber das Recht legitimer Entwicklung aufzuweisen und dafür Kriterien darzulegen. Er geht dabei von der modernsten protestantischen Exegese seiner Zeit aus.
Blondel griff in die Auseinandersetzung um Loisys Buch zwar in vermittelnder Absicht mit seiner Artikelfolge Histoire et dogme (Geschichte und Dogma) ein, konnte aber in der kirchenpolitisch erregten Situation auch zu keinem Ausgleich beitragen. Die Auseinandersetzung führte – ebenso wie der Briefwechsel beider oder die Auseinandersetzung über Dritte (Joannès Wehrlé, Friedrich von Hügel u. a.) – letztlich nur zu einer Festigung der jeweiligen Positionen, wobei für Blondel das Problem der eschatologischen „Naherwartung“ Jesu und seines Wissens und Selbbewusstseins die Hauptpunkte der unterschiedlichen Auffassungen bildeten. Die katholische Theologie hat diese Probleme erst in der Mitte des 20. Jahrhunderts in differenzierterer Weise behandelt (Karl Rahner, Helmut Riedlinger u. a.). 
Die Auseinandersetzungen zu Beginn des Jahrhunderts führten zu Kirchenausschlüssen und Folgestreit in schärfster Form. Die kirchlichen Verurteilungen des sogenannten „Modernismus“ (Lamentabili, Enzyklika Pascendi) und die sich darauf berufenden Überwachungsmechanismen vergifteten für lange Zeit das Arbeitsklima der katholischen Theologie. (vgl. Christoph Theobald, Gerhard Larcher.)
In der Folgezeit griff Blondel in einen weiteren Bereich kirchlicher Auseinandersetzung ein. Er verteidigte die Bewegung sozialer Katholiken um die „Semaines sociales“ gegen die rechtskonservative „Action française“ (vgl. die Buchausgabe: M. Blondel: Une alliance contre nature. 2000). Zwei seiner einflussreichsten Schüler, der Jesuit Pierre Rousselot und Guy de Broglie waren hingegen überzeugte Verfechter der „Action française“, letzterer bis zur Verurteilung der Action durch Pius XI. Seine Zeitschrift Annales de philosophie chrétienne konnte nicht weiter erscheinen. Dies führte auch zu einer Entfremdung mit dem Chefredakteur Lucien Laberthonnière (1860–1932).

### Das spätere Werk
Durch die Kontroversen und wohl auch durch den Ersten Weltkrieg erlahmte die Publikationstätigkeit Blondels bis in die Zwanziger Jahre. Blondel schrieb philosophische Aufsätze (schon 1916 zu Malebranche, zu Blaise Pascal 1923, zum Augustinusjubiläum 1930), publizierte zu zeitgenössisch diskutierten Themen wie zur Frage der Mystik (vgl. H. Wilmer), zum Problem einer christlichen Philosophie uam.
Unter den erschwerten Bedingungen der Erblindung erarbeitete er schließlich noch ein umfangreiches Spätwerk, die Trilogie La Pensée (1934, 2 Bde.) L’Être et les êtres (1935) und L’Action (1936/37, 2 Bde., mit Wiederaufnahme des Werks von 1893 in Band 2, aber in völliger Überarbeitung und Ergänzung), erweitert zur (nicht vollendeten) Tetralogie La philosophie et l'Esprit chrétien (1944/46, 2 Bde.). Die Bände sind schwer lesbar, da sie unter der Bedingung der Blindheit Schwächen der Komposition aufweisen, aber reich an Materialien und Reflexionen, die noch nicht voll rezipiert sind, denn die Blondel-Literatur bezieht sich weitgehend auf das Frühwerk.

## Wirkungsgeschichte
Die Wirkungsgeschichte Blondels in der französischen Philosophie ist noch nicht geschrieben. Über seine Beiträge zu den Diskussionen der Société française de philosophie und der Société des Études philosophiques du Sud-Est war er an vielen wichtigen Diskussionen beteiligt (etwa zu Arbeiten von Jean Baruzi (1881–1953), Édouard Le Roy, Jean Delvolvé, Léon Brunschvicg, Gabriel Marcel), zum Austausch über die Begrifflichkeit des über Jahrzehnte die französische Philosophie als Nachschlagewerk dominierende Vocabulaire technique et critique de la philosophie (Hrsg. André Lalande) der Société Française de Philosophie trug er viele subtile Einzelbemerkungen bei. Viele seiner Schüler sind von ihm beeinflusst, darunter etwa sein Nachfolger Jacques Paliard (1887–1953), der wichtige erste Vermittler des Husserlschen Denkens Gaston Berger (1896–1960), zeitweilig der als Marxist hervorgetretene Henri Lefèbvre oder aber später der Religionsphilosoph Henry Duméry (* 1920).
Eine große Traditionslinie führte – vor allem über Denker des Jesuitenordens – in den Raum des katholischen west- und mitteleuropäischen Denkens. Die Jesuiten Pierre Rousselot und Joseph Maréchal, der intensive Korrespondenzpartner von Auguste Valensin (1879–1953) – der auch die Vermittlung zu Teilhard de Chardin bewerkstelligte – sind von Blondel beeinflusst. Die sog. „nouvelle théologie“ um Henri de Lubac ist von Blondel geprägt und über die belgische Maréchal-Linie ist auch das Denken von Karl Rahner durch diese Quelle beeinflusst; darüber hinaus wirkte er u. a. auch auf Hans Urs von Balthasar, Bernhard Welte, Peter Henrici, Karl Lehmann und Hansjürgen Verweyen.

### Werke
- Oeuvres complètes. Paris: PUF, 1995– . = OC
- Notes philosophiques 1880–1890. Elektronische Edition von Peter Henrici
- L'Action: Essai d'une critique de la vie et d'une science de la pratique. Paris: Alcan, 1893. Seitenidentische Neuausgaben Paris: P.U.F., 1950, 1973; Taschenbuchausgabe ebd. 1993 (Quadrige). = OC I
- De vinculo substantiali et de substantia composita apud Leibnitium. Paris: Alcan, 1893. Neuausgabe mit Übersetzung: Le lien substantiel et la substance composée d'après Leibniz/Claude Troisfontaines (Hrsg.). Louvain: Nauwelaerts; Paris: Béatrice-Nauwelaerts, 1972 (Centre d'Archives Maurice Blondel. 1) = OC I
- Une alliance contre nature: catholicisme et intégrisme: La Semaine sociale de Bordeaux 1910. Bruxelles: Lessius, 2000 (Donner raison. 5). Original 1910
- Léon OlléLaprune: L'achèvement et l'avenir de son oeuvre. Paris: Bloud et Gay, 1923. Neuausgabe u.d.T. Léon OlléLaprune. 1932
- Frédéric Lefèvre (Hrsg.): L'itinéraire philosophique. Paris : Spes, 1928. Neuausgabe Paris: Aubier 1966
- Une énigme historique: Le „Vinculum substantiale“ d'après Leibniz et l'ébauche d'une réalisme supérieur. Paris: Beauchesne, 1930
- Le problème de la philosophie catholique. Paris: Bloud & Gay, 1932 (Cahiers de la nouvelle journée. 20)
- La Pensée. 2 Bde. Paris: Alcan, 1934. Neuauflage Paris: P.U.F., 1948/54.
- L'Être et les êtres: Essai d'ontologie concrète et intégrale. Paris: Alcan, 1935. Neuausgabe Paris: P.U.F., 1963
- L'Action. Bd. I: Le problème des causes secondes et le pur agir. Paris: Alcan, 1936. Neuausgabe Paris: P.U.F., 1949
- L'Action. Bd. II: L'Action humaine et les conditions de son aboutissement. Paris : Alcan, 1937. Neuausgabe Paris: P.U.F., 1963. Teilw. Wiederaufnahme der Action (1893)
- Lutte pour la civilisation et philosophie de la paix. Paris: Flammarion, 1939. Neuauflage 1947
- La philosophie et l'Esprit chrétien. 2 Bde. Paris: P.U.F., 1944/46, Neuausgabe von Bd. 1: 1950
- Exigences philosophiques du christianisme. Paris: P.U.F., 1950.*
- Maurice Blondel, Auguste Valensin, Henri de Lubac (Hrsg.): Correspondance. 3 Bde. Paris: Aubier, 1957–1965
- Lettres philosophiques. Paris: Aubier, 1961
- Maurice Blondel, Lucien Laberthonnière, Claude Tresmontant (Hrsg.): Correspondance philosophique. Paris: Seuil, 1961
- Carnets intimes (1883–1894). Paris: Cerf, 1961. – II (1894–1949). 1966
- Maurice Blondel, Pierre Teilhard de Chardin, Henri de Lubac (Hrsg.): Correspondance. Paris: Beauchesne, 1965
- Maurice Blondel, Joannès Wehrlé, Henri de Lubac (Hrsg.): Correspondance. 2 Bde. Paris: Aubier, 1960
- Henri Bremond, Maurice Blondel, André Blanchet (Hrsg.): Correspondance. 3 Bde. Paris: Aubier, 1970–1971 (Études Bremondiennes. 2)
- „Mémoire“ à Monsieur Bieil: discernement d'une vocation philosophique/Maurice Blondel. Prés. de Michel Sales, S. J. Paris: CERP, 1999 (Cahiers de l'Ecole Cathédrale. 38)
- Une alliance contre nature: catholicisme et intégrisme: la semaine sociale de Bordeaux 1910. Préface de Peter Henrici. Introd. historique de Michael Sutton. Bruxelles: Lessius, 2000 (Donner raison. 5)

### Übersetzungen
- Die religiöse Existenz im Geheimnis der Passion. In: M. Blondel, Henri Bremond: Oberammergau und das Geheimnis der Passion/Martha Krause-Lang (Einf.). München, Freiburg  Alber, 1950, S. 31–83: Die religiöse Existenz… = La psychologie dramatique… (1900). – Enthält ferner von Henri Bremond: Die Spieler von Oberammergau, S. 85–123 [Orig.: Oberammergau et le drame de la passion. Dt. Übers. aus Bremond: Was würde Christus tun? Freiburg: Herder, 1936]
- Robert Scherer (Übers.): Das Denken. Freiburg, München  Alber = La Pensée (1934). – I. Die Genesis des Denkens und die Stufen seiner spontan aufsteigenden Bewegung. 1953. – II. Die Verantwortung des Denkens und die Möglichkeit seiner Vollendung. 1956
- Robert Scherer (Übers.): Philosophische Ansprüche des Christentums. Wien, München: Herold, 1954 = Exigences philosophiques… (1950)
- Logik der Tat : Aus der „Action“ von 1893 ausgewählt und übertragen / Peter Henrici (Übers.). Einsiedeln : Johannes-Verlag, 1957 (Sigillum. 10). – 2. Aufl. ebd. 1986 (Christliche Meister. 27)
- Geschichte und Dogma / Antonia Schlette (Übers.). Mainz : Matth. Grünewald, 1963 = Histoire et dogme (1904). – Neuübersetzung 2011
- Tagebuch vor Gott / Hans Urs von Balthasar (Übers.) ; Peter Henrici (Einl.). Einsiedeln : Johannes-Verlag, 1964 = Carnets intimes. Bd. 1 (1961)
- Die Aktion : Versuch einer Kritik des Lebens und einer Wissenschaft der Praktik / Robert Scherer (Übers.). Freiburg ; München : Alber, 1965 = L'Action (1893). – Neuübersetzung durch Anton van Hooff 2018
- M. Blondel ; Pierre Teilhard de Chardin: Briefwechsel / Henri de Lubac (Hrsg.) ; Robert Scherer (Übers.). Freiburg ; München : Alber, 1967 = Correspondance (1965)
- Zur Methode der Religionsphilosophie / Hansjürgen Verweyen (Einl. u. Übers.) ; Ingrid Verweyen (Übers.). Einsiedeln : Johannes-Verlag, 1974 (Theologia Romanica. 5) = Lettre sur les exigences de la pensée contemporaine en matière d'apologétique… (1896)
- Albert Raffelt: Über die Gottesfrage : Eine Meditation von Maurice Blondel. In: Geist und Leben 63 (1990), S. 31–38 = Méditation (1925)
- Der Ausgangspunkt des Philosophierens. Hrsg. und übers. von Albert Raffelt, Hansjürgen Verweyen; Ingrid Verweyen. Philosophische Bibliothek, Band 451. Meiner, Hamburg 1992, ISBN 978-3-7873-1087-6 Enthält: Eine der Quellen des modernen Denkens : Die Entwicklung des Spinozismus, S. 3–39; Die idealistische Illusion, S. 41–67; Der Ausgangspunkt des Philosophierens, S. 69–127 = Une des sources de la pensée moderne (1894); L'illusion idéaliste (1898); Le point de départ de la recherche philosophique (1906)
- Elementarprinzip einer Logik des moralischen Lebens. In: Peter Reifenberg: Verantwortung aus der Letztbestimmung : Maurice Blondels Ansatz zu einer Logik des sittlichen Lebens. Freiburg : Herder, 2002 (Freiburger theologische Studien ; 166), S. 524–537 = Principe élémentaire d'un logique de la vie morale (1903)
- Über die Eucharistie : Aufzeichnungen aus seinem „Tagebuch vor Gott“. In: Internationale katholische Zeitschrift 34 (2005), S. 419–429
- Der philosophische Weg. Gesammelte Betrachtungen. Hrsg. v. Frédéric Lefèvre. Übersetzt und eingeleitet von Patricia Rehm. Freiburg / München: Alber 2010. ISBN 978-3-495-48294-0. (In diesem fiktiven Interview, das Blondel 1928 als eigenständiges Werk veröffentlichen ließ, stellt er die Grundzüge seiner Philosophie vor.)
- Geschichte und Dogma / Hrsg. und eingeleitet von Albert Raffelt, übers. und kommentiert von Hansjürgen Verweyen. Regensburg : Pustet, 2011 = Geschichte und Dogma (1904)
- L'Action – Die Tat (1893) : Versuch einer Kritik des Lebens und einer Wissenschaft der Praxis / Anton van Hooff (Übers.). Freiburg ; München : Alber, 2018. ISBN 978-3-495-48874-4